# アラン島 (スコットランド)

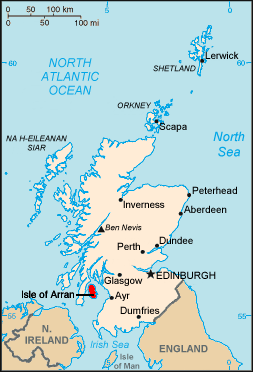
アラン島の位置

アラン島（アランとう、英: Isle of Arran、ゲール語：Eilean Arainn）は、クライド湾 (Firth of Clyde) 内に存在する島の中では最も面積の大きな島（約427平方キロメートル）である。おおよそ北緯55.5度、西経5度付近に位置していて、やや南北に細長い。行政区分ではスコットランドのノース・エアシャーに属する。2001年現在の人口は5058人。

## 地理

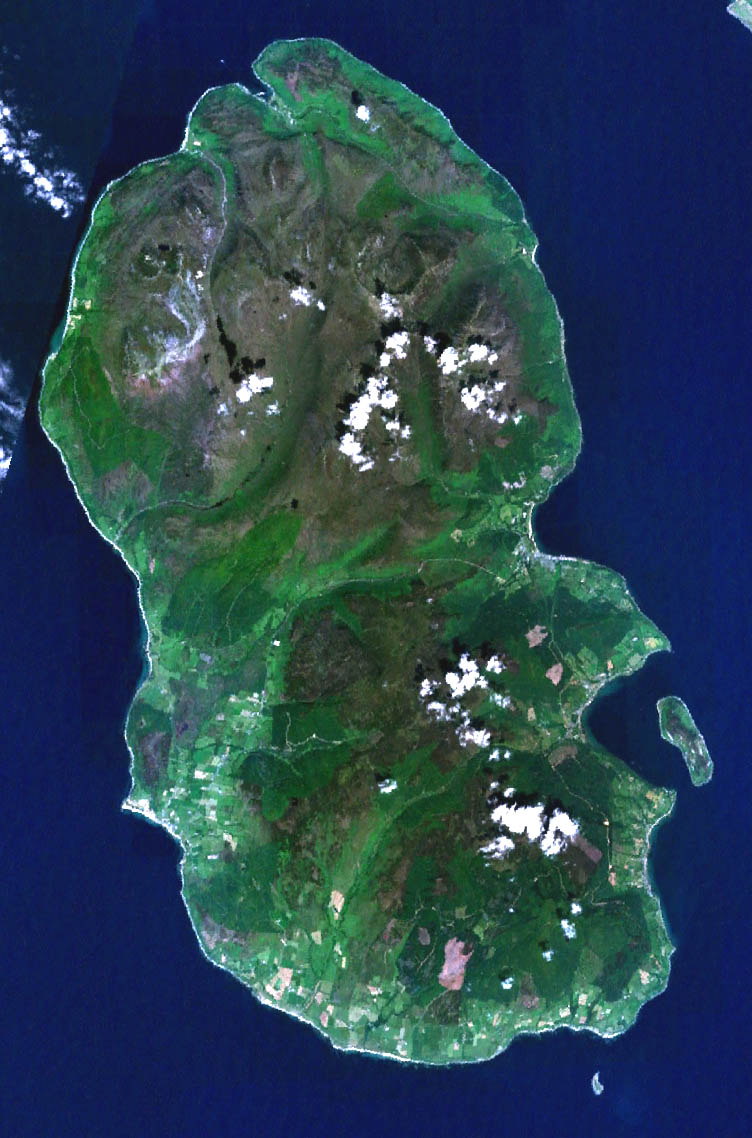
アラン島の衛星写真

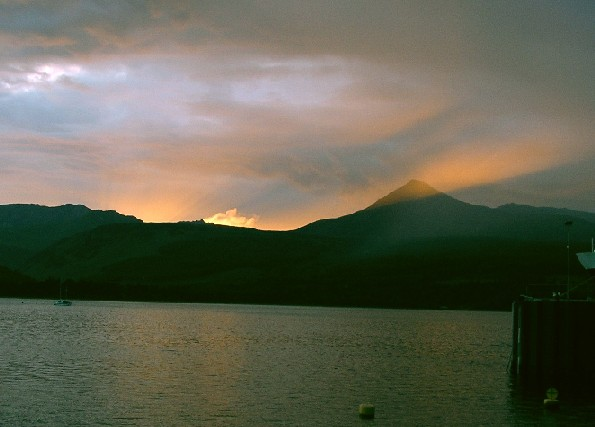
日没のゴート・フェル

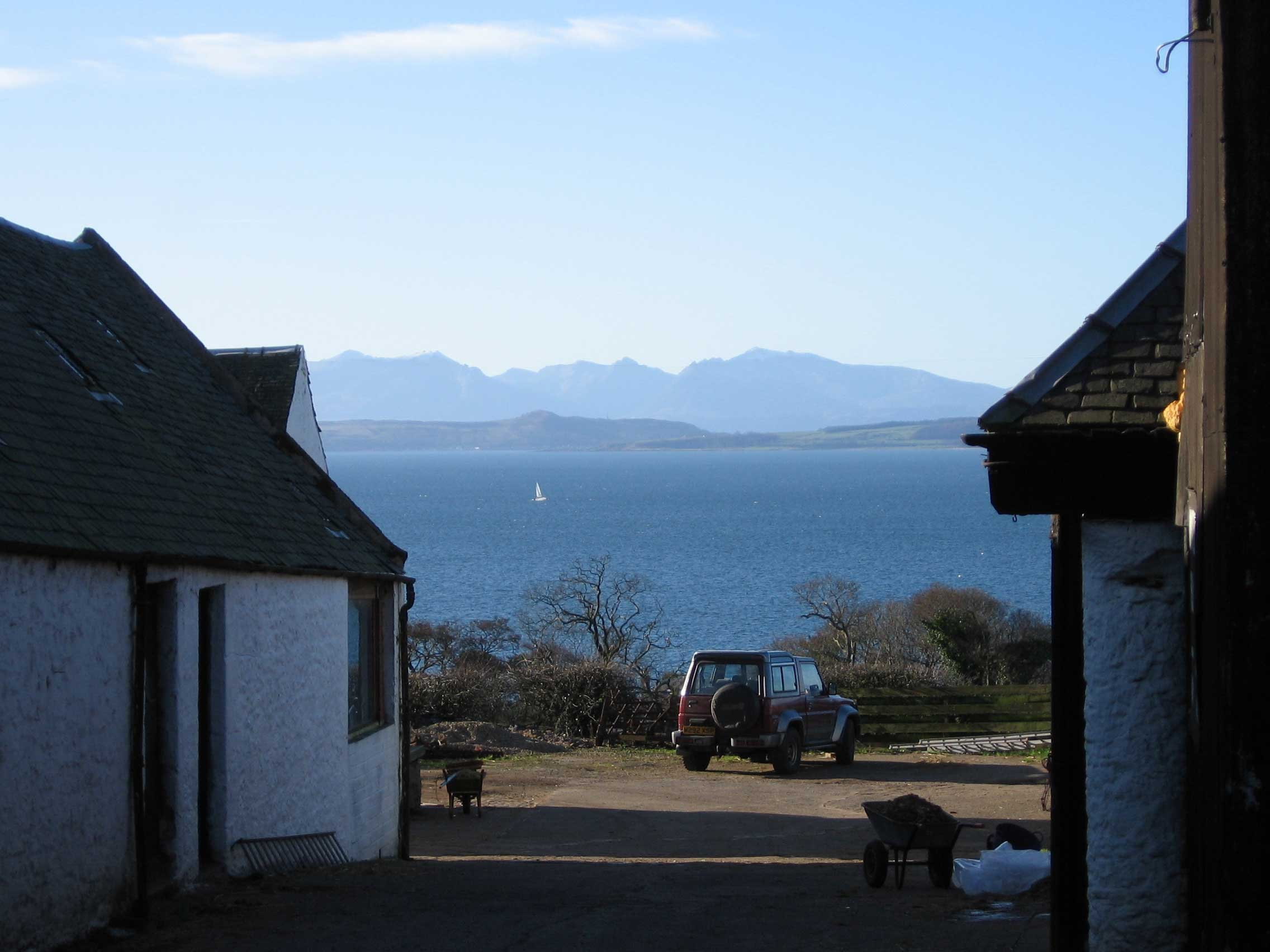
スコットランド本島ノース・エアシャイアからアラン島を望む。画面奥の山塊がアラン島北部の山。中景の低い島はビュート島。

アラン島は、キンタイア半島（Kintyre Peninsula）と南部高地（Southern Uplands）とに挟まれて、ノース海峡（North Channel）に面している入り江であるクライド湾内に位置している。したがって島の気候は、北大西洋海流の影響を受ける西岸海洋性気候である。島の中心となる村はブロディック（Brodick、古代北欧語で「広い湾」を意味する）で、この村からグレートブリテン島へのフェリー航路が、この島とグレートブリテン島とを結ぶ主要な航路となっている。
アラン島はスコットランドの地形的な特徴、及び、地質学的な特徴を全て備えていることから、「スコットランドのミニチュア」と呼ばれることがある。
この島はやや南北に長い島であるが、特にその北部に多くの山がある。最も標高の高い山はゴート・フェル山 (Goat Fell) で874メートル。島の南部は、段状の海岸が見られ、高い断崖になっている箇所もある。スコットランドを北東から南西に横断するハイランド境界断層によって、この島はハイランド地方とローランド地方とに分けられる。アラン島は地質学者には有名な島で、岩床 (sill) や岩脈 (dike) といった火山性貫入地形を観察するために多くの研究者が訪れる。島の北部は、大部分がバソリス地形になっている。2025年、ユネスコ世界ジオパークに指定された。
島には3本の主要な道路が走っている。海岸道路は島を周回し、StirngとRossと呼ばれる道路がそれぞれ別のポイントで内陸部を横断している。

### アラン島の村
- ブラックウォーターフット (Blackwaterfoot)
- ブロディック (Brodick) - アラン島の中心集落
- キャタコール (Catacol) （「猫の谷」という意味）
- コリー (Corrie)
- キルドナン (Kildonan) - アラン島南端の村
- キルモリー (Kilmory)
- ラムラッシュ (Lamlash)
- ロホランザ (Lochranza) （「ナナカマドの入り江」という意味）
- マクリー (Machrie)
- パーンミル (Pirnmill)
- サノックス (Sannox) （「砂地」という意味）
- シスカイン (Shiskine)
- ホワインティング・ベイ (Whiting Bay)

### アラン島の周囲の島
アラン島の周囲には、以下の3つの小さな付属島嶼がある。
- ラムラッシュの対岸にあるホリー島 (Holy Isle)
- アラン島の南海岸にあるプラッダ島 (Pladda)
- ホリー島の約1.2キロメートル北、アラン島のすぐ沖合にある小ハミルトン島 (Tiny Hamilton Isle)

なお、アラン島コーリークレイヴィーの南西にあるEilean na h-Airde Baineは、島というよりは岩礁で、干潮時にはアラン島とつながる。

## 歴史

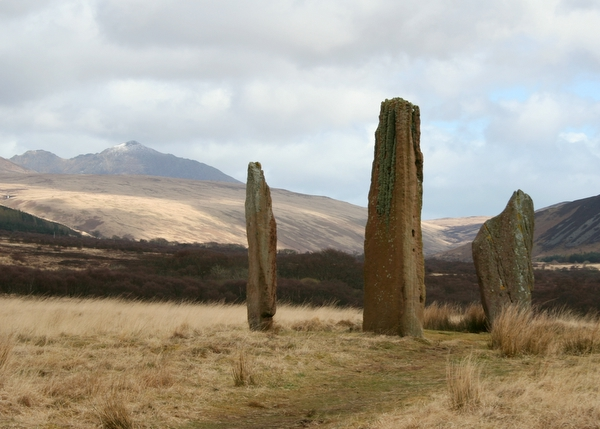
マクリー・ムーアの立石遺跡

この島には新石器時代のストーンサークルや立石遺跡が多く残されている。マクリー・ムーア (Machrie Moor) とよばれる立石遺跡やホワイティング・ベイの巨人の墓 (Giant's Grave) がその代表的なものである。聖モリオの洞窟には壁に彫り込みがあり、数少ないピクト語の資料となっている。
ブート島と同じく、アラン島もかつてはブリソン語部族の土地であった可能性が高い。しかしゲール人が近隣のダルリアダ王国からその版図を広げ、ゲール語の住民に置き換わった。この後、この島は、他の大部分のスコットランドの島と同じく、ノルウェー王の支配下に置かれた。この結果、現在でもアラン島の地名の多くはヴァイキング起源のものである。ノルウェー王ホーコン4世は1263年にラーグスの戦いへ向かう途中にこの島を訪れた。この戦いの後、この島は「Lord of the Isles」の称号を与えられた。
聖コルンバと聖ニニアンがアラン島を訪れたと言われ、そのほかにもフィンガルズ・カールドロンと呼ばれるストーン・サークルなど、古代のアイルランドとの結びつきを示すものは多い。34メートル近くある深い王の谷は、スコットランド王ロバート1世が身を隠した場所と伝えられている。
また、かつてはウィスキーの生産が盛んだった島の1つであり、最盛期には50以上のウィスキーの蒸留所があったものの、その数は徐々に減少し、1836年までに全ての蒸留所が閉鎖され、以降、この島でウィスキーの生産は行われなくなった。しかし、1995年に蒸留所（アラン蒸留所）が新設されたことで、この島でのウィスキー生産は約160年ぶりに再開された。なお、アラン蒸留所は20世紀最後に新設されたウィスキーの蒸留所として知られ、2015年現在も稼動している。

## 交通

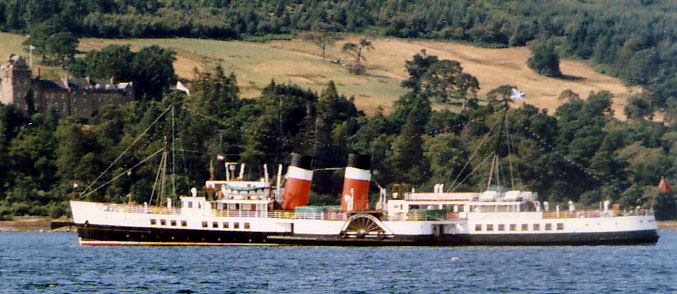
アラン島にあるブロディック城のそばに碇泊する、外輪蒸気船ウェイヴァリー

アラン島はグレートブリテン島と、カレドニアン・マクベイン・フェリーの次の2つの航路によって結ばれている。
- 島の東部ブロディックからエアシャーのアードロッサン（Ardrossan）
- 島の北部ロホランザからアーガイルのクラオネイグ（Claonaig）

夏期には、ラムロッシュから隣のホリー島へのフェリーも出るほか、世界で唯一現用の外輪蒸気客船「ウェイヴァリー」が、ブロディックの港から定期クルーズ運航している。

## 経済

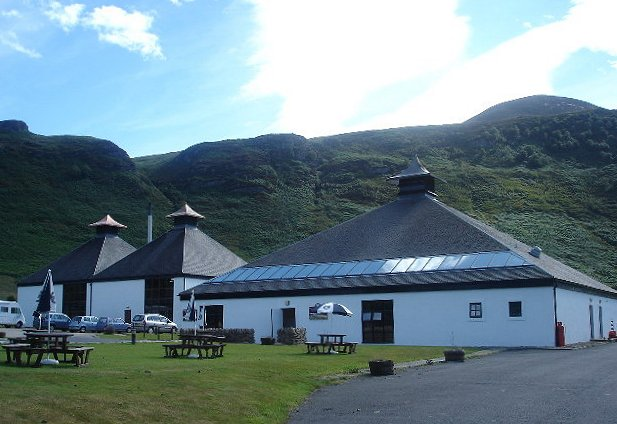
アラン蒸留所

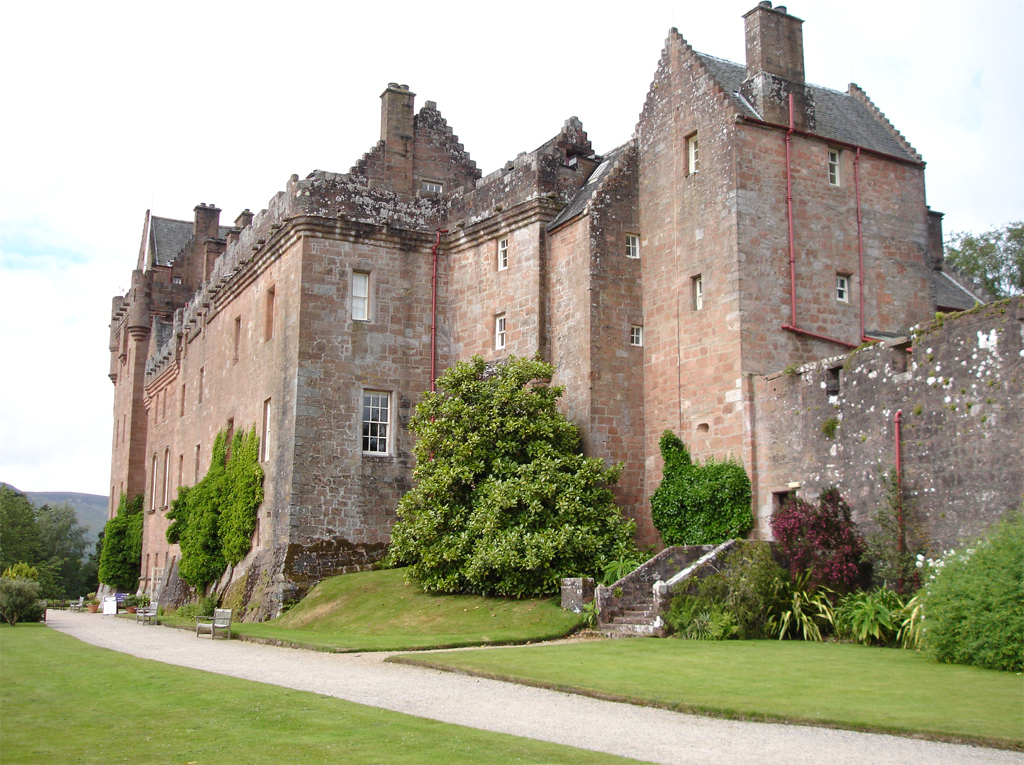
ブロディック城

アラン島の主要産業は観光業であるが、農業や林業も重要な産業となっている。他に成功しているビジネスには、以下のものがある。
- アラン蒸留所（英語版）：ロホランザにある1995年6月29日午後2時29分[4]から稼働しているウィスキーの蒸留所。20世紀最後に新設されたウィスキーの蒸留所であることでも知られる。この島の最高峰ゴート・フェル山の山間に湧出するロッホ・ナ・ダビーの水を使用している。また、原料の大麦はスコットランドでは大麦の産地として知られている、スコットランド北東部に位置するアバディーンシャーなどで生産されたオプティック種の大麦を使用している。蒸留には単式蒸留器を使用し、熟成にはフレンチオーク製の樽や、シェリー樽やワイン樽（シェリーやワインの熟成に用いた樽）を使用している。なお、ここで生産されるシングルモルトウィスキーは、一般的なスコッチ・ウィスキーに比べてピート香が弱い。ちなみに、蒸留所にはビジターセンターも併設されている[1]。
- アラン・ブリュワリー：クラダック (Cladach) にある、ビールやエールの醸造所。なお、ここで生産されているアラン・ブロンデ・ビールは、イギリスで広く販売されている。
- アラン・アロマティクス：イギリス中で販売されているトイレタリー用品がここで生産されている。
- クリーラーズ (Creelers)：アラン・アロマティクスの近くにあるシーフード・レストランで、アラン島とエディンバラに店舗を持つ。

この島の主な観光地は、スコットランド・ナショナル・トラストが所有していて、ハミルトン公爵の居城として知られるブロディック城である。その他には、キャタコールの12使徒がある。これは、12軒の白壁の小さなコテージが海岸線に沿って並んでいるものである。海に向いた上の窓の形が家ごとに異なっている。これは、海で漁をする夫に家の妻が窓にろうそくを置くことで合図ができるようにしたものである。夫は誰の合図であるか窓の形で識別できるようになっている。

## その他

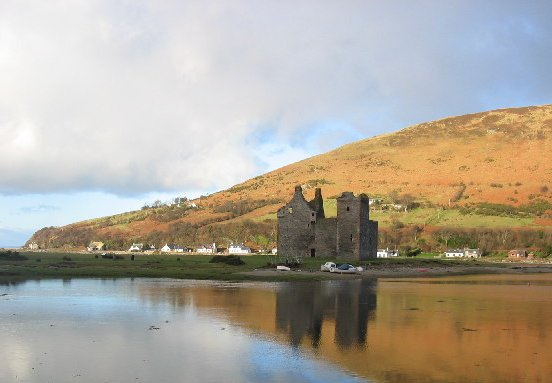
ロホランザ城

- スコットランドの第3代首相ジャック・マッコーネル（英語版）はアラン島の出身である。
- ロホランザ城は「タンタンの冒険旅行」の「黒い島の秘密」に登場する城のモデルになった。